# Phyllostachys makinoi
Phyllostachys makinoi är en gräsart som beskrevs av Bunzo Hayata. Phyllostachys makinoi ingår i släktet Phyllostachys och familjen gräs. Inga underarter finns listade i Catalogue of Life.